# Maria Janta-Połczyńska
Maria Janta-Połczyńska (ur. 8 września 1880 w Poznaniu, zm. 20 stycznia 1970 w Poznaniu) – ziemianka, działaczka społeczna i oświatowa.

## Życiorys
Urodzona 8 września w Poznaniu, córka Romana Komierowskiego, wieloletniego posła do parlamentu niemieckiego, i Marii z Kurnatowskich, właścicieli Nieżychowa (pow. Wyrzysk) i Komierowa (pow. Sępólno Krajeńskie). Wykształcenie podstawowe zdobyła w domu, w latach 1892-96 uczyła się w Zakładzie ss. Urszulanek we Wrocławiu i w Królewskiej Fundacji w Dreźnie (1897). Po powrocie do domu zajmowała się nauczaniem młodszej siostry, założyła również nielegalną szkółkę dla dzieci wiejskich, ucząc je w kaplicy dworskiej. W latach 1900-10 zwiedziła Włochy, Niemcy, Austrię, Francję i Galicję. W czerwcu 1902 r. wyszła za mąż za Leona Jantę-Połczyńskiego, którego poznała w dworze w Wielkich Chełmach, na przyjęciu u wujostwa Anny I Stanisława Sikorskich. Po ślubie zamieszkała w Wysokiej koło Tucholi. Z tego związku pochodzą dzieciː Maciej (1903-40), Leontyna (ur. 1904, po mężu Tyszkiewiczowa) i Adam (ur. 1906). W Wysokiej zorganizowała naukę dla dzieci robotników z majątku, przygotowywała przedstawienia teatralne, jasełka. W 1911 r. należała do grona założycielek Towarzystwa Ziemianek Pomorskich. Z jej inicjatywy powstały koła w Tucholi (1911, prezesowała tam do 1926 r.), Sępólnie Krajeńskim (1918), Kartuzach (1931). W 1927 r. założyła w Pelplinie Sodalicje Mariańską Pań Wiejskich, której patronował ks. bp Stanisław Okoniewski. W 1917 r. zorganizowała obchody kościuszkowskie w Wysokiej i okolicy, a w Tucholi założyła Kółko Oświatowe skupiające ok. 40 członków. W latach 1918-20 towarzyszyła mężowi w działaniach związanych z powrotem Pomorza do Polski, prowadząc pracę oświatową jako organizatorka i nauczycielka kursów językowych dla kandydatów na urzędników i nauczycieli. Zaangażowała się również w akcję "Ratujcie Dzieci" oraz działalność na rzecz plebiscytów na Warmii i Mazurach oraz na Śląsku. W latach 1922-26 redagowała dodatek "Ziemianka Pomorska" do organu Kółek Rolniczych "Kłosy". Jako prezeska Towarzystwa Ziemianek Pomorskich w latach 1926-29 kierowała przygotowaniem zbiorów pomorskich do Pawilonu Ziemianek i Włościanek na Powszechnej Wystawie Krajowej w Poznaniu w 1929 r. W ramach Pomorskiego Towarzystwa Rolniczego przewodniczyła Komisji Kół Gospodyń Wiejskich popularyzując w nich wiedzę rolniczą i kulturę życia codziennego oraz sztukę ludową, w tym zwłaszcza haft kaszubski. W 1930 r. została wraz z Eugeniuszem Kwiatkowskim matką chrzestną "Daru Pomorza", któremu ofiarowała bogato haftowany sztandar, dar pomorskich organizacji kobiecych. Mieszkając w Warszawie jako żona ministra rolnictwa, została członkiem Towarzystwa "Opieka", kierowanego przez marszałka Józefa Piłsudskiego, w którym przewodniczyła Sekcji Działek Rolnych dla Bezrobotnych Warszawy (do 1937). W 1937 r., po przekazaniu majątków synowi, osiadła wraz z mężem i najstarszym synem Maciejem w majątku Chojnaty koło Chojnic, skąd w lipcu 1939 r., przewidując wybuch wojny, przenieśli się do Warszawy. W latach 1940-42 była przewodniczącą lokalnej komórki Rady Głównej Opiekuńczej. Później mieszkała z rodziną w Staromieściu k. Rzeszowa, Sułoszewie i Młynniku k. Pieskowej Skały. Od 1945 r. zamieszkała z mężem w Gnieźnie, a w latach 1948-59 w Brzegu na Śląsku, gdzie jej mąż pełnił funkcję dyrektora Muzeum Piastów Śląskich. Od 1959 r. zamieszkali w Poznaniu, gdzie po śmierci męża (1961) Maria poświęciła się przepisywaniu jego wspomnień, jak również pisaniu własnych. Zmarła w Poznaniu 20 stycznia 1970 r. Pochowano ją obok męża na Cmentarzu Górczyńskim w Poznaniu, jednak 23 listopada 1985 r. ich prochy zostały przeniesione do mauzoleum rodzinnego w Raciążu koło Tucholi.